# Carsten Werge
Carsten Werge (født 26. februar 1959 på Frederiksberg) er en dansk sportsjournalist, tv-vært og fodboldkommentator. Han arbejder for tiden på TV 2 som fodboldredaktør, men han har tidligere arbejdet på Danmarks Radio (DR) og Berlingske Tidende (BT).
Werge er erklæret Frem-supporter og lægger ikke skjul på dette i perioder hvor Frem ikke er repræsenteret i den bedste danske række. Når Frem af og til har spillet i Superligaen, har han af professionelle årsager undertrykt sine sympatier.
Carsten Werge har været gift to gange. I sit første ægteskab fik han børnene Frederik og Ida Werge. Derudover har han børnene Julie og Mette Werge med sin nuværende kone Berit Werge.
Carsten Werge har igennem lang tid haft et "Gøg og Gokke"-agtigt samarbejde med sit modstykke Per Frimann i en række fodboldmagasiner på Viasat. Både fysisk og verbalt indtræder han i rollen som den dominerende halvdel i duoen med Frimann.
I mange af parrets fodboldprogrammer har de arbejdet med pågående journalistik og luftet egne holdninger. F.eks. i magasinet Det' Bare Fodbold i 2004, hvor Carsten Werge slog til lyd for, at romerlys kunne være et festligt indslag til fodboldkampe, men at de skulle bruges på en organiseret måde. Dette kontroversielle budskab mødte dog stor modstand fra DBU og de danske klubber.
Carsten Werges, til tider åbenmundede facon, har gennem tiden givet anledning til flere konflikter med markante personer i den danske fodboldverden. Især Karsten Aabrink og Niels-Christian Holmstrøm, der fodboldpolitisk er i opposition til Carsten Werge, er ofte i heftige diskussioner med Werge. Carsten Werge og hans kollega Jens Jørgen Brinch er ved flere lejligheder nedsættende blevet omtalt som "den kulørte danske fodboldpresse" af generaldirektøren i DBU Jim Stjerne Hansen og DBUs kommunikationschef Lars Berendt i forbindelse med diverse konflikter. Med dette udtryk menes, at Werge og Brinchs rapportering tangerer det useriøse.
Carsten Werge har været involveret i en retssag om bagvaskelse af Christian Andersen, hvor Andersen blev beskyldt for at have et højt alkoholforbrug samt brug af prostituerede. Carsten Werge blev sammen med de øvrige anklagede, blandt andet FC Københavns daværende bestyrelsesformand Flemming Østergaard, frikendt i den pågældende sag i Højesteret.